# Junín (virus)
Het Junin virus is een virus dat behoort tot de familie van de Arenavirussen en wordt verspreid door knaagdieren. 

## Geschiedenis
Het Junin virus werd bekend in 1958 in Argentinië.

## Virologie
Het Junin virus behoort tot de groep enkelstrengs RNA-virussen en bestaat uit een virusomhulsel met negatieve sense RNA ( (-)ssRNA-virussen ).

## Epidemiologie
De verspreiding gebeurt door knaagdieren. 

## Klinische verschijnselen
Belangrijke symptomen zijn inwendige bloedingen, koorts, huiduitslag en krampen. De letaliteit is tussen de 10 en 20 %.